# Ma’alot
Ma’alot (hebr. מַעֲלוֹת; arab. معالوت; ang. Ma’alot) – dawna osada żydowska położona w Dystrykcie Północnym w Izraelu. W 1963 roku połączyło się z arabską wsią Tarszicha tworząc współczesne miasto Ma’alot-Tarszicha.

## Położenie
Osada była położona w zachodniej części Górnej Galilei, na północy Izraela. Osiedla mieszkaniowe Ma’alot rozciągają się na wzgórzach zlokalizowanych na południe od głębokiego wadi strumienia Keziw.

## Historia
Pierwotnie w miejscu tym istniały grunty uprawne arabskiej wioski Tarszicha. Podczas arabskiego powstania w Palestynie (1936–1939) granicę z Libanem przekroczyły uzbrojone oddziały arabskich ochotników, które operowały w rejonie Tarszichy. Przyjęta 29 listopada 1947 roku Rezolucja Zgromadzenia Ogólnego ONZ nr 181 przyznała obszar wioski Tarszicha państwu arabskiemu. Podczas wojny domowej w Palestynie w 1948 roku w rejonie tym stacjonowały siły Arabskiej Armii Wyzwoleńczej dowodzonej przez Fauziego al-Kawukdżiego. Podczas I wojny izraelsko-arabskiej wojska izraelskie przeprowadziły pod koniec października 1948 roku operację Hiram. W jej trakcie wyparto arabskie siły do Libanu. Wieś Tarszicha została zajęta 30 października. Wysiedlono wówczas jej mieszkańców (uciekli do Libanu), a wiele domów wyburzono.
Pierwsi żydowscy osadnicy zostali wysłani w ten rejon pod koniec 1948 lub na początku 1949 roku. Było to około stu rodzin imigrantów z Rumunii. Początkowo zamieszkali oni w opuszczonych domach wioski Tarszicha, ale bardzo szybko połowa z nich przeniosła się bardziej na północny zachód i założyła moszaw Me’ona. Pozostali zwrócili się w 1950 roku z prośbą do władz, aby umożliwić im założenie nowej osady położonej na północ od Tarszicha. Miało ono nazywać się Ma’alot, jednak brak środków finansowych uniemożliwił realizację tych planów. Osada Ma’alot znalazła się jednak w planie rozwoju osadnictwa żydowskiego. Tymczasem władze izraelskie poszukiwały sposobu rozwiązania problemu licznych uchodźców ze zniszczonych arabskich wiosek w Galilei. Podjęto więc decyzję o odtworzeniu arabskiej wioski Tarszicha, do której zaczęto przesiedlać uchodźców. We wsi tej mieszkała społeczność arabska oraz nieliczni Żydzi. W połowie lat 50. XX wieku władze izraelskie postanowiły wzmocnić osadnictwo żydowskie i poprawić wskaźnik żydowskiej demografii w Górnej Galilei, gdzie istniały duże nieprzerwane bloki arabskich osiedli. W tym celu, w dniu 3 lipca 1957 roku utworzono żydowską osadę Ma’alot. Zamieszkało w niej 120 rodzin imigrantów z Rumunii, Iraku i Maroka. Pierwsze domy wybudowano na wzgórzu Har Rakafot (pol. Wzgórze Fiołków; znany po arabsku jako Bab Al-Hauwa, Brama Wiatrów). Według planów budowlanych, osada miała być przeznaczona dla 450 rodzin. Budowę tych pierwszych domów ukończono do końca 1957 roku. Ma’alot należała do Samorządu Regionu Ma’ale Josef. W czerwcu 1960 roku Ministerstwo Spraw Wewnętrznych podjęło decyzję o przyznaniu osadzie statusu samorządu lokalnego. Decyzja ta nie została jednak wdrożona, a zamiast tego w dniu 4 października 1962 roku postanowiono połączyć obie osady w jedną miejscowość o nazwie Ma’alot-Tarszicha. Oficjalna uroczystość połączenia obu osad i nadanie statusu samorządu lokalnego odbyła się 16 maja 1963 roku. Był to wyjątkowy przypadek dobrowolnej integracji Żydów i Arabów, pragnących mieszkać w jednej miejscowości. W momencie połączenia w Ma’alot mieszkało 520 rodzin żydowskich (w większości imigrantów z Afryki Północnej), a w Tarszicha mieszkało około 200 rodzin arabskich i 61 rodzin żydowskich.
W dniu 15 maja 1974 roku terroryści z Demokratycznego Frontu Wyzwolenia Palestyny zaatakowali szkołę w Ma’alot. W masakrze w Ma’alot zginęły 23 osoby (plus 3 terrorystów), a rannych zostało 68 osób.